# Partido Comunista do Povo Galego
El Partido Comunista do Povo Galego (PCPG, Partido Comunista del Pueblo Gallego) es un partido político comunista fundado en 1984. Goza de su propia personalidad jurídica e independiente desde 1993. Su referente sindical es la Confederación Intersindical Galega (CIG), aunque tiene militantes en la CUT.

## Historia
El PCPG fue fundado en 1984, en paralelo al proceso de reconstrucción de la unidad de los comunistas que estaba teniendo lugar por toda España, con la participación de varios partidos comunistas como el Partido de los Comunistas de Cataluña (PCC) o el Partido Comunista de España Unificado (PCEU), contra el eurocomunismo imperante tanto en la dirección del Partido Comunista de España (PCE) como del Partido Comunista de Galicia (PCG). Este proceso llevó a la fundación del Partido Comunista (PC o "pe-cé punto", como se le conocía coloquialmente), organización que daría paso después al Partido Comunista de los Pueblos de España (PCPE).
El PCPG ha participado en numerosos procesos electorales. Su última participación fue en las elecciones generales de 2008, presentando a 3 candidatos al Senado por la provincia de Orense, obteniendo 4.243 (1'04%), 3.428 (0'86%) y 3.413 votos (0'83%) respectivamente. El PCPG obtuvo también 507 votos para el Congreso de los Diputados (188 en la provincia de Lugo y 319 en la provincia de Orense).
En ese mismo año 2008 el PCPG y el PCPE rompen sus vínculos debido a sus discrepancias con respecto a la cuestión nacional gallega y a la pertinencia de participar en las elecciones generales de ese año.
Desde 2007 el PCPG ha participado en la coalición municipalista Alternativa Canguesa de Esquerdas (ACE) en Cangas del Morrazo, que gobierna dicho municipio desde las elecciones municipales de 2015.
En 2011 y 2012 el PCPG participó en el Foro para la Unidad Comunista Gallega (FUCG), tratando de encontrar la unidad del comunismo gallego junto al colectivo maoísta Ateneu Proletário Galego (Ateneo Proletario Gallego) y la organización leninista Forxa (forja).
En las elecciones al Parlamento Europeo de 2014 pidió el voto para la coalición soberanista e internacionalista Los Pueblos Deciden, en la que participaban otras fuerzas de izquierda y nacionalistas. En las elecciones generales de 2015 el PCPG participó en NÓS-Candidatura Galega, coalición impulsada por el Bloque Nacionalista Galego (BNG). Varios miembros del PCPG participaron, asimismo, en algunas listas electorales de la coalición, que obtuvo el 4'32% de los votos. En las mismas elecciones, el Secretario General del PCPG concurrió como candidato al Senado por la provincia de Pontevedra, obteniendo 31.375 votos (2'08% del total).

## Resultados electorales
| Elecciones y fecha                                                                     | Votos  | %    | Representantes |
| -------------------------------------------------------------------------------------- | ------ | ---- | -------------- |
| 1989 (Lista al Parlamento de Galicia)                                                  | 989    | 0,07 | 0              |
| 2008 (Listas en Orense y Lugo)                                                         | 507    | 0,11 | 0              |
| 2008 (María Hortensia Núñez Insua como candidata al Senado por la provincia de Orense) | 2.768  | 0,83 | 0              |
| 2008 (Emilio José López Blanco como candidato al Senado por la provincia de Orense)    | 2.877  | 0,86 | 0              |
| 2008 (Begoña Ares Piñeiro como candidata al Senado por la provincia de Orense)         | 3.467  | 1,04 | 0              |
| 2008 (Consuelo Ares Piñeiro como candidata al Senado por Lugo)                         | 272    | 0,08 | 0              |
| 2015 (Xosé Collazo Castro como candidato al Senado por Pontevedra)                     | 31.375 | 2'08 | 0              |